# Noord-Beveland
Noord-Beveland é um município dos Países Baixos, situado na província da Zelândia. Tem 121,58 km² de área e sua população em 2020 foi estimada em 7.560 habitantes.